# Бёльков, Людвиг
Людвиг Бёльков (30 июня 1912 года, Шверин — 25 июля 2003 года, Грюнвальд) — немецкий инженер и предприниматель.

## Биография
Родился 30 июня 1912 года в Шверине, умер 25 июля 2003 года в Грюнвальде близ Мюнхена.
Отец Людвига Бёлькова работал мастером у Антона Фоккера в Шверине. Он начал своё собственное дело в качестве обойщика, обивщика и декоратора в начале 1920-х годов после того, как фирма «Фоккер» была переведена из Шверина в Нидерланды в 1919 году.
После окончания реальной гимназии в Шверине весной 1932 года Людвиг Бельков изучал машиностроение, специализируясь на авиастроении, с осени 1933 года до начала 1939 года в Берлине в техническом институте Шарлоттенбург (ныне Технический университет Берлина). С марта 1939 года он работал в отделе аэродинамики проектного бюро фирмы «Мессершмитт» в Аугсбурге, где занимался разработкой Bf 109 G, Me 210 и первого в мире реактивного истребителя Me 262.
В 1943 году он был назначен руководителем отдела разработки фирмы «Винер-Нойштедтер флюгцойгверке» (Wiener Neustädter Flugzeugwerke) в Винер-Нойштадте, который отвечал за строительство Bf 109 K. В январе 1944 года проектный офис переехал в Обераммергау. Бёльков работал там до конца войны.
В 1948 году Бёльков основал своё собственное инженерное бюро в Штутгарте-Дегерлох. В 1958 году бюро было перенесено в Оттобрунн, а через год началось сотрудничество с фирмой «Хейнкель» и Вилли Мессершмиттом.
В 1965 году Бёльков основал компанию «Бёльков» (Bölkow GmbH), которая в 1968 году объединилась с фирмой «Мессершмитт», а в 1969 году с фирмой «Гамбургер флюгцойгбау» (Hamburger Flugzeugbau GmbH), образовав «Мессершмитт-Бёльков-Блом» (МББ). Он покинул руководство этой компании в 1977 году. МББ вошла в состав компании DASA в начале 1990-х годов. Та, в свою очередь, стала частью аэрокосмической и оборонной группы EADS.
В 1972 году за «выдающийся вклад в области авиационно-космической техники» Общество по авиации и космонавтике Германии наградило Бёлькова кольцом Людвига Прандтля. В 1978 году Бёльков был отмечен Золотой медалью от Королевского авиационного общества.
В 1999 году Людвиг Бёльков подарил Государственному музею в своём родном городе Шверине 15 бронзовых скульптур и 1 деревянную скульптуру Эрнста Барлаха, которые он приобрёл в 1980-х годах. Среди них «Поющий человек» (1928), «Русская нищая II» (1907), «Читающий монастырский ученик» (1930), «Чувствующий человек» и «Встреча (Христос и Фома)» (1926).